# Josipa Forjan
Josipa Forjan (r. Mijoč; Osijek, 22. travnja 1983.) hrvatska je znanstvenica, teoretičarka kreativne industrije, producentica i redovita profesorica na Ekonomskom fakultet u Osijeku. Piše znanstvena i stručna djela iz polja kvantitativne ekonomije s eksperimentalnom primjenom u području kreativne industrije. Dobitnicom je Državne nagrade za znanost u kategoriji populariziranja znanosti 2016. godine.

## Životopis
Rođena je u Osijeku 22. travnja 1983. godine.
Znanstvenica je, producentica i konzultantica kreativne industrije. Na Ekonomskom fakultetu u Osijeku zaposlena je u zvanju redovite profesorice te sudjeluje u nastavi na većem broju kolegija kvantitativne ekonomije. Osnivačica je Andizeta - Instituta za znanstvena i umjetnička istraživanja u kreativnoj industriji koji kao neprofitna udruga djeluje od 2014. godine. Izgrađujući Institut Andizet vodila je veći broj kulturnih projekata među kojima se ističe Kreativna riznica – popularizacijski simpozij kreativne industrije i međunarodno natjecanje Millennial competition in creative industry. Producenticom je multimedijskih projekata usmjerenih na ostvarivanje inovativnih umjetničkih praksa temeljenih na kulturnoj baštini (glagoljica, Multimedijski projekt Villion, Kreativna riznica i Milenijsko natjecanje iz kreativne industrije). Dobitnicom je Državne nagrade za znanost u kategoriji populariziranja znanosti 2016. godine koja joj je dodijeljena za projekt Kreativna riznica. Dobitnicom je Nagrada „Ivan Filipović“ za koju joj je 2021. godine dodijelio Odbor za obrazovanje, znanost i kulturu Hrvatskog sabora za doprinos visokome obrazovanju ostvaren knjigom Istraživački SPaSS (Naklada Ljevak 2020.) Za projekt Hepening Vilijun kojemu je bila voditeljicom Superbrands Hrvatska dodijelio je 2018. godine nagradu Ful kulturno te je navedeni događaj proglasio najbolje brendiranim niskobudžetnim događejm u kulturi. Autoricom je većeg broja znanstvenih i stručnih radova iz područja kvantitativne ekonomije, kreativne industrije i teorije kulture objavljenih u međunarodnim i domaćim časopisima i zbornicima radova. U dvojezičnoj publikaciji Ars Andizetum ponudila je novu definiciju kreativne industrije te je sa suautorima (Jasna Horvat, Ana Zrnić) predložila da se kreativna industrija na označava množinom (industrije) nego jedninom te da puni naziv glasi kreativna industrija umjesto kulturne i kreativne industrije.
Znanstveno-istraživačka studija Brendiranje kulturom: glagoljica objavljena je 2023. godine u suautorstvu s Jasnom Horvat. U studiji je predstavljen Model kružne kreativnosti koji omogućuje interpretiranje temeljnog kulturnog predloška u svakom od sektora kreativne industrije.

## Projekti kreativne industrije
Od osnivanja Instituta Andizet osmišljava i provodi projekte iz područja kreativne industrije. Na temelju njihove uspješnosti i brojnosti priznata je konzultantica iz kreativne industrije. 
- Kreativna riznica (organizatori Ekonomskom fakultet u Osijeku i Andizet - Institut za znanstvena i umjetnička istraživanja u kreativnoj industriji), Uprava Kreativne riznice: Jasna Horvat, Josipa Forjan, Ana Zrnić, Ivana Jobst, Izvršna producentica 2014. – 2018., Predsjednica programskog odbora 2019.-). Rizničarske godine (projekti): 2015. Kreativna industrija, 2016. Društveno odgovorna kreativnost, 2017. Kemija kreativne industrije, 2018. OS mreža, 2019. Kružna kreativnost, 2020. Kreativna sila, 2021. Meandrirana kreativnost, 2022. Vodikova kreativnost, 2023. Burza kreativnosti, 2024. Rizničarska kreativnost

- Brendiranje glagoljicom (Ekonomskom fakultet u Osijeku), voditeljice projekta Jasna Horvat i Josipa Forjan (2014.-). Rezultat projekta potvrđen je Model kružne kreativnosti. Suautor je na 10 projekata: "Tko sam ja" (audiovizualna umjetnost), Aula glagoljice (baština), Murali meandrirane glagoljice (dizajn), Igra Glagoljon (dizajn), Multimedijsko vođenje Aulom glagoljice (mediji), Milenijsko natjecanje iz kreativne industrije (oglašavanje i tržišno komuniciranje), Milenijske zvijezde (knjiga i nakladništvo), Slatki Az (primijenjene umjetnosti), Virtualni Alkar (računalne igre i novi mediji), Mural Alkar (vizualne umjetnosti)

- Vilijun (Andizet - Institut za znanstvena i umjetnička istraživanja u kreativnoj industriji), voditeljice projekta Jasna Horvat i Josipa Forjan (2017.-). Riječ je o prvom sveobuhvatnom projektu koji predstavlja začetak rada na Modelu kružne kreativnosti. Projekt je ostvario proizvode u deset sektora kreativne industrije (predstava, izložba, uređenje interijera, glazba, film, ples, digitalna arhiva, marketinška strategija, međunarodno medijsko praćenje, međunarodno natjecanje). Rezultati projekta u literaturi nazivaju se kulturnom iskaznicom[5] Republike Hrvatske.
- EU-China International Literary Festival (2017.-) (voditeljica projekta Josipa Forjan, voditeljica komunikacije s kineskim timom istraživača Ivana Jobst). Projektom je izgrađena metodologija za istraživanje festivala primjenjiva u svih 12 sektora kreativne industrije.[6]
- Mala škola baštine (2018. – 2019.) (Grad Osijek, voditeljica aktivnosti Josipa Forjan). Mala škola baštine obrazovni je program o kulturi grada Osijeka, a osmišljen u sklopu projekta "Stara pekara" i namijenjen turističkim djelatnicima i djelatnicima povezanim s turizmom. o kulturi grada Osijeka i okruženja.
- Mladi u kulturi (2019. – 2020.) (voditeljica istraživanja Josipa Forjan) Projekt Mladi u kulturi usmjeren je na uključivanje mladih u razvoj lokalne zajednice i stvaranje lokalnih politika povezanih s kreativnom industrijom grada. Projekt je metodološki usmjeren na tri razine dionika (mladi, stručnjaci iz kreativne industrije i nositelji lokalnih politika) te je za potrebe istraživanja provedena troslojni istraživački projekt.[7]

- Milenijsko natjecanje iz kreativne industrije (organizatori Ekonomskom fakultet u Osijeku i Andizet - Institut za znanstvena i umjetnička istraživanja u kreativnoj industriji), voditeljica natjecanja Josipa Forjan (2019-).[8]

- Arheološki park Vučedol (voditelji projekta Muzej vučedolske kulture, Turistička zajednica grada Vukovara, Ernst&Young (konzultant kreativne industrije 2020. – 2024.)
- Rotor kreativne industrije (2021. – 2022.) (Josipa Forjan idejna je začetnica projekta i voditeljica istraživačkog dijela projekta, voditeljica projektnih aktivnosti ispred Instituta Andizet je Ivana Jost). Svrha projekta bila je pružiti mladima praktične vještine povezane sa sektorima kreativne industrije, a posebnost projekta je osigurana mentorska podrška u savladavanju praktičnih vještina iz područja kreativne industrije.[9]
- Interpretacijska studija dvorca Ars Eugenium (2022. – 2023.)[10] Jasna Horvat i Josipa Forjan izgradile su interpretacijsku studiju interpretiranjem prostora dvorca, njegove namjene i uloge te je time dvorcu određen budući smjer obnove. Studija je izgrađena u namjeri da budući posjetitelji dosegnu poistovjećivanje s prinčevom osobnosti sukladno onodobnim navikama, običajima, povijesnim događajima, legendama i predmetima.[11]
- Sektorsko mapiranje kreativne industrije (2022. – 2024). (voditeljice projekta Josipa Forjan i Jasna Horvat). Cilj projekta istražiti je sektore kreativne industrije i načiniti sektorski pregled postojećih i novih djelatnosti kreativne industrije, utvrditi probleme poduzetnika, javne uprave te budućih nositelja poslovnih aktivnosti u kreativnoj industriji.[12]

## Nagrade i priznanja
- Državna nagrada za znanost 2016. godine: kategorija "populariziranje znanosti" – za Kreativnu riznicu 2016. godine (2017.)
- Ful kulturno: nagrada Superbrendsa za najbolje brendirani niskobudžetni projekt u kulturi – za Hepening Vilijun (2018.)
- Državna nagrada "Ivan Filipović" za 2020. godinu u području visokoga školstva[13]

## Objavljena djela
- Lekcionar kreativne industrije. Andizetski pojmovnik (suautorstvo s Jasnom Horvat i Ivanom Jobst), Ekonomski fakultet u Osijeku, Institut Andizet, Osijek, 2024.
- Cultural Branding: Glagolitic Script (suautorstvo s Jasnom Horvat), Institut Andizet, Osijek, 2024.
- Brendiranje kulturom: glagoljica[14] (suautorstvo s Jasnom Horvat), Institut Andizet, Osijek, 2023.
- Research Study on Festival and Events: 4th EU-China International Literary Festival[15] (suautorstvo s Ivanom Jobst) (Editor: Peter Goff and Jasna Horvat). Ekonomski fakultet u Osijeku, Osijek, 2023.
- Dvorac Ars Eugenium - atraktorskom biseru ususret (suautorstvo s Jasnom Horvat i Ivanom Plaščak), Institut Andizet, Osijek, 2023.[16]
- Milenijski poziv. Millennial call (suautorstvo s Brunom Ćosićem, Ivanom Jobst i Jasnom Horvat), Institut Andizet, Osijek, 2023.[17]
- Burza kreativnosti (suautorstvo s Jasnom Horvat i Ivanom Jobst), Institut Andizet, Osijek, 2023.[18]
- Research Study on Festival and Events: 3rd EU-China International Literary Festival (Editor: Peter Goff and Jasna Horvat). Ekonomski fakultet u Osijeku, Osijek, 2022.[19]
- Ave, Ars Horvatiana, Institut Andizet, Osijek, 2022.[20]
- Research Study on Festival and Events: 2nd EU-China International Literary Festival (Editor: Peter Goff and Jasna Horvat). Ekonomski fakultet u Osijeku, Osijek, 2022.[21]
- Kreativna industrija grada Osijeka (suautorstvo s Irenom Mikulić, Sanjom Vuković, Danijelom Klobučar, Anom Rimac Ciković, Anom Zrnić i Ivanom Jobst), Institut Andizet, Osijek, 2021.[22]
- Research Methodology of the International Festival: Methodological Perspectives of the International Festival (Editor: Peter Goff). Ekonomski fakultet u Osijeku, Osijek, 2021.[23]
- Istraživački SPaSS (suautorstvo s Jasnom Horvat), Naklada Ljevak, Zagreb, 2019.[24][25]
- Ars Andizetum (suautorstvo s Jasna Horvat i Anom Zrnić), Institut Andizet, Osijek, 2018.[26][27]
- Osnove statistike (suautorstvo s Jasna Horvat), Naklada Ljevak, Zagreb, 2012., 2014., 2018., 2021.[28]

## Vanjske poveznice
- http://www.efos.unios.hr/jmijoc/zivotopis/